# Lanong

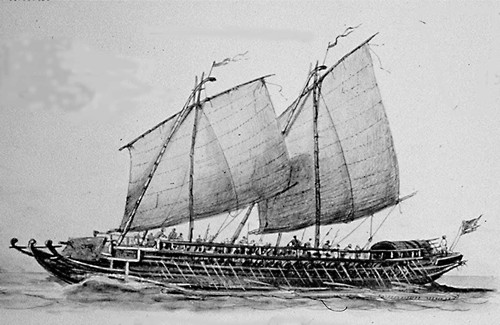
Ein Lanong der Illanun mit drei Ruderbänken unter vollen Segeln, 1890

Lanong ist ein Segelschiffstyp und Ausleger-Kriegsschiff der  Illanun und Banguingui auf den Philippinen.
Die Schiffe sind bis zu 30 m lang und 6 m breit, sie tragen bis zu 200 Personen und sind mit Auslegern und Rudern ausgerüstet. 
Mit Lanong waren die Illanun ab Ende des 18. Jahrhunderts in ganz Südostasien als Piraten unterwegs.